# Marija L-Maltija
"Marija L-Maltija" ("Maria, A Maltesa") foi a canção maltesa no Festival Eurovisão da Canção 1971, interpretada em maltês por Joe Grech. Esta foi a estreia de Malta na Eurovisão e por isso foi primeira vez que se ouviu uma canção em maltês ou em qualquer outra língua semítica. Foi a segunda canção a ser interpretada na noite do festival, a seguir à canção austríaca "Musik", interpretada por Marianne Mendt e antes da canção monegasca "Un banc, un arbre, une rue"., interpretada por Séverine. A canção maltesa terminou em 18.º e último lugar, tendo recebido um total de 52 pontos (nenhum país podia ter menos de 34 pontos).

## Autores
- Letrista: Charles Mifsud
- Compositor: Joe Grech
- Orquestrador: Anthony Chircop

## Letra
A canção é um número de up-tempo, com Grech descrevendo os seus sentimentos quando ele espera no principal terminal de autocarros em Valletta pela sua amada. Ele também descreve a rapariga, que ele diz merecer ser chamada "A Maria maltesa".